# Schwartner Márton
Schwartner Márton (Késmárk, 1759. március 1. – Pest, 1823. augusztus 15.) statisztikus, egyetemi tanár, táblabíró. 1801-ben magyar nemességet szerzett I. Ferenc királytól.

## Életpályája
Szülei polgári származású gazdag evangélikus vallású kereskedők voltak; atyja, idősebb Schwartner Márton, anyja, Stentzel Éva volt. A gimnáziumot szülővárosában és Pozsonyban végezte. Egyetemre Göttingenbe járt, ahol történelmet, statisztikát és diplomatikát tanult. Hazatérése után három évig Prónay László báró, csanádi főispán gyermekeinek nevelője volt, majd 1784-ben Késmárkon, 1786-ban Sopronban volt gimnáziumi tanár.
1788. március 12-én elhagyta Sopront, miután protestáns vallása dacára, II. József császár a pesti katolikus egyetemen az oklevéltan („diplomatika”) és a címertan tanszékére, egyszersmind az egyetemi könyvtár őrévé tette. Évi fizetése 1791-ben 600 forintról 800 forintra emelkedett. Ezt az állását haláláig betöltötte. Tanítványai között volt Bártfay László és Botka Tivadar. 
I. Ferenc király 1801. február 21-én magyar nemességre emelte. Miután a statisztikai tanszékért háromszor hiába folyamodott, 1810-ben a király 400 forint évi személyes pótlékkal kárpótolta. 1809-ben a Pozsonyi Evangélikus Líceum könyvtárára 500 forint alapítványt tett, hálából mert ott nyerte legnagyobbrészt kiképeztetését. Pestmegye táblabírája is volt. Halála után 12 000 kötetből álló könyvtárát a késmárki líceumra hagyta 15 000 forint alapítvánnyal, ezenkívül 15 000 forintot a késmárki szegény leányok kiházasítására rendelt.

## Művei
- Statistik des Königreichs Ungarn (Pest, 1798). (2. kiadás 3 részben, 1809-11. Első rész Második és harmadik rész; 3. kiadás 1815), a maga korában kitűnő mű, melyből a második kiadás után Frankfurtban 1813-16. francia fordítás is jelent meg.
- Introductio in artem diplomaticam praecipue hungaricam (Pest, 1790, 2. kiadás Buda, 1802)
- De gente Croiaca (A Crouy hercegek rokonságáról az Árpádokkal, uo. 1791)
- De Scultetiis per Hungariam quondam obviis (Pest, 1815)